# Llista de topònims de Llorac
Llista de topònims (noms propis de lloc) del municipi de Llorac, a la Conca de Barberà
Informació actualitzada per un bot. Els canvis manuals es perdran quan s'actualitzi!

## cabana
| imatge | Nom                             | Ubicat a | instància de | Detalls | coordenades                                                         | Protecció | Commons (més fotos) | Dades a WD                    |
| ------ | ------------------------------- | -------- | ------------ | ------- | ------------------------------------------------------------------- | --------- | ------------------- | ----------------------------- |
|        | Coberts de Cal Xoques           | Llorac   | cabana       |         | 41° 33′ 34″ N, 1° 21′ 46″ E / 41.5595540381685°N,1.36283898548786°E |           |                     | Modifica les dades a Wikidata |
|        | Corral Foraster                 | Llorac   | cabana       |         | 41° 33′ 30″ N, 1° 21′ 11″ E / 41.5583795847253°N,1.35313148143576°E |           |                     | Modifica les dades a Wikidata |
|        | Era Vella                       | Llorac   | cabana       |         | 41° 33′ 02″ N, 1° 18′ 36″ E / 41.5505049733549°N,1.31013110937218°E |           |                     | Modifica les dades a Wikidata |
|        | barraca del Bonet               | Llorac   | cabana       |         | 41° 33′ 16″ N, 1° 22′ 57″ E / 41.554489392671°N,1.38236803157433°E  |           |                     | Modifica les dades a Wikidata |
|        | barraca del Cisquet de la Masia | Llorac   | cabana       |         | 41° 33′ 32″ N, 1° 20′ 58″ E / 41.5589574030693°N,1.34945934959842°E |           |                     | Modifica les dades a Wikidata |
|        | barraca del Jepó                | Llorac   | cabana       |         | 41° 33′ 08″ N, 1° 21′ 31″ E / 41.5523167502979°N,1.35871708458957°E |           |                     | Modifica les dades a Wikidata |
|        | barraca del Jeroni Festa        | Llorac   | cabana       |         | 41° 32′ 59″ N, 1° 19′ 54″ E / 41.5498179022094°N,1.33153908693556°E |           |                     | Modifica les dades a Wikidata |
|        | barraca del Manel               | Llorac   | cabana       |         | 41° 33′ 36″ N, 1° 22′ 18″ E / 41.5600199619408°N,1.37154531749709°E |           |                     | Modifica les dades a Wikidata |
|        | barraca del Salvet              | Llorac   | cabana       |         | 41° 33′ 47″ N, 1° 21′ 06″ E / 41.5629333250535°N,1.35161272175887°E |           |                     | Modifica les dades a Wikidata |
|        | cobert d'en Martí               | Llorac   | cabana       |         | 41° 33′ 54″ N, 1° 16′ 08″ E / 41.5650056406078°N,1.26894193498127°E |           |                     | Modifica les dades a Wikidata |
|        | corral del Brunet               | Llorac   | cabana       |         | 41° 32′ 41″ N, 1° 21′ 33″ E / 41.5447861480607°N,1.35929123583612°E |           |                     | Modifica les dades a Wikidata |
|        | era de Cal Barrina              | Llorac   | cabana       |         | 41° 33′ 28″ N, 1° 18′ 15″ E / 41.5578498485395°N,1.30430377042701°E |           |                     | Modifica les dades a Wikidata |
|        | era del Brunet                  | Llorac   | cabana       |         | 41° 32′ 36″ N, 1° 21′ 48″ E / 41.5432495502796°N,1.36333433845242°E |           |                     | Modifica les dades a Wikidata |
|        | era del Manel                   | Llorac   | cabana       |         | 41° 33′ 17″ N, 1° 22′ 29″ E / 41.5546986935968°N,1.3748565082026°E  |           |                     | Modifica les dades a Wikidata |
|        | era del Rossendo                | Llorac   | cabana       |         | 41° 33′ 43″ N, 1° 18′ 20″ E / 41.561910586267°N,1.30543278107071°E  |           |                     | Modifica les dades a Wikidata |
|        | era del Vilanova                | Llorac   | cabana       |         | 41° 33′ 04″ N, 1° 22′ 39″ E / 41.5511145731918°N,1.37745225937357°E |           |                     | Modifica les dades a Wikidata |
|        | pallissa d'en Beltran           | Llorac   | cabana       |         | 41° 33′ 58″ N, 1° 16′ 09″ E / 41.5660367024822°N,1.26922622223976°E |           |                     | Modifica les dades a Wikidata |
|        | pallissa del Figueres           | Llorac   | cabana       |         | 41° 32′ 36″ N, 1° 21′ 26″ E / 41.5434420029771°N,1.35725115999125°E |           |                     | Modifica les dades a Wikidata |
|        | pallissa del Gendó              | Llorac   | cabana       |         | 41° 33′ 53″ N, 1° 16′ 23″ E / 41.5647876665508°N,1.2730132754863°E  |           |                     | Modifica les dades a Wikidata |

## castell
| imatge | Nom                   | Ubicat a   | instància de | Detalls                     | coordenades                                                                                  | Protecció                                            | Commons (més fotos)            | Dades a WD                    |
| ------ | --------------------- | ---------- | ------------ | --------------------------- | -------------------------------------------------------------------------------------------- | ---------------------------------------------------- | ------------------------------ | ----------------------------- |
|        | Castell d'Albió       | Llorac     | castell      | Estil: arquitectura popular | 41° 33′ 56″ N, 1° 16′ 15″ E / 41.565522°N,1.270765°E ca:Turó a la part alta d'Albió 724 msnm | bé d'interès cultural bé cultural d'interès nacional | Castell d'Albió                | Modifica les dades a Wikidata |
|        | Castell de Montargull | Montargull | castell      | Estil: arquitectura popular | 41° 33′ 17″ N, 1° 22′ 36″ E / 41.5548°N,1.3768°E 853 msnm                                    | bé d'interès cultural bé cultural d'interès nacional | Castell de Montargull (Llorac) | Modifica les dades a Wikidata |
|        | Castell de Rauric     | Llorac     | castell      | Estil: arquitectura popular | 41° 32′ 34″ N, 1° 21′ 35″ E / 41.5429°N,1.35965°E 769 msnm                                   | bé d'interès cultural bé cultural d'interès nacional |                                | Modifica les dades a Wikidata |

## entitat singular de població
| imatge | Nom       | Ubicat a | instància de                                   | Detalls | coordenades | Protecció | Commons (més fotos) | Dades a WD                    |
| ------ | --------- | -------- | ---------------------------------------------- | ------- | --- | --------- | ------------------- | ----------------------------- |
|        | Albió     | Llorac   | entitat singular de població                   | 43 hab  | 41° 33′ 54″ N, 1° 16′ 17″ E / 41.56499°N,1.271282°E ca:Trencall que surt de la carretera de Santa Coloma a Vallfogona 699 msnm |           | Albió (Llorac)      | Modifica les dades a Wikidata |
|        | Llorac    | Llorac   | entitat singular de població capital municipal | 31 hab  | 41° 33′ 23″ N, 1° 18′ 26″ E / 41.55640089°N,1.30727658°E ca:Carretera de Santa Coloma de Queralt a Vallfogona 645 msnm         |           |                     | Modifica les dades a Wikidata |
|        | Rauric    | Llorac   | entitat singular de població                   | 14 hab  | 41° 32′ 33″ N, 1° 21′ 34″ E / 41.5425°N,1.35944444°E ca:Carretera de Santa Coloma de Queralt a Vallfogona 766 msnm             |           | Rauric (Llorac)     | Modifica les dades a Wikidata |
|        | la Cirera | Llorac   | entitat singular de població                   | 14 hab  | 41° 33′ 06″ N, 1° 19′ 58″ E / 41.55175556°N,1.33277778°E 741 msnm                                                              |           |                     | Modifica les dades a Wikidata |

## església
| imatge | Nom                                  | Ubicat a   | instància de | Detalls                                                       | coordenades                                                       | Protecció                                  | Commons (més fotos)               | Dades a WD                    |
| ------ | ------------------------------------ | ---------- | ------------ | ------------------------------------------------------------- | ----------------------------------------------------------------- | ------------------------------------------ | --------------------------------- | ----------------------------- |
|        | Sant Gil d'Albió                     | Llorac     | església     | Estil: arquitectura romànica gòtic tardà                      | 41° 33′ 57″ N, 1° 16′ 22″ E / 41.5658°N,1.27278°E 712 msnm        | bé cultural d'interès local                | Sant Gil d'Albió                  | Modifica les dades a Wikidata |
|        | Sant Jaume de Montargull             | Montargull | església     | Estil: arquitectura romànica arquitectura gòtica 12nd century | 41° 33′ 17″ N, 1° 22′ 37″ E / 41.554722222222°N,1.3769444444444°E | bé cultural d'interès local                | Sant Jaume de Montargull (Llorac) | Modifica les dades a Wikidata |
|        | Sant Joan de Llorac                  | Llorac     | església     | Estil: arquitectura popular                                   | 41° 33′ 24″ N, 1° 18′ 26″ E / 41.5566°N,1.30709°E                 | bé cultural d'interès local                | Sant Joan de Llorac               | Modifica les dades a Wikidata |
|        | església de Santa Maria de la Cirera | Llorac     | església     |                                                               | 41° 33′ 10″ N, 1° 19′ 52″ E / 41.5527°N,1.33117°E                 | bé cultural d'interès local                | Santa Maria de la Cirera          | Modifica les dades a Wikidata |
|        | església de la Santa Fe de Rauric    | Llorac     | església     | Estil: arquitectura popular                                   | 41° 32′ 35″ N, 1° 21′ 36″ E / 41.543°N,1.36013°E                  | bé integrant del patrimoni cultural català | Santa Fe de Rauric                | Modifica les dades a Wikidata |

## font
| imatge | Nom               | Ubicat a | instància de | Detalls | coordenades                                                         | Protecció | Commons (més fotos) | Dades a WD                    |
| ------ | ----------------- | -------- | ------------ | ------- | ------------------------------------------------------------------- | --------- | ------------------- | ----------------------------- |
|        | font Blanca       | Llorac   | font         |         | 41° 32′ 45″ N, 1° 19′ 43″ E / 41.545813534025°N,1.3287415361263°E   |           |                     | Modifica les dades a Wikidata |
|        | font de Peraltes  | Llorac   | font         |         | 41° 33′ 59″ N, 1° 21′ 49″ E / 41.5663484826319°N,1.36369883418993°E |           |                     | Modifica les dades a Wikidata |
|        | font de la Cirera | Llorac   | font         |         | 41° 33′ 21″ N, 1° 19′ 37″ E / 41.5557513724668°N,1.3270576902144°E  |           |                     | Modifica les dades a Wikidata |

## masia
| imatge | Nom                  | Ubicat a | instància de | Detalls                                  | coordenades                                                                  | Protecció                                  | Commons (més fotos) | Dades a WD                    |
| ------ | -------------------- | -------- | ------------ | ---------------------------------------- | ---------------------------------------------------------------------------- | ------------------------------------------ | ------------------- | ----------------------------- |
|        | Ca l'Andorrà         | Llorac   | masia        |                                          | 41° 33′ 32″ N, 1° 18′ 20″ E / 41.5588063526416°N,1.30564580392618°E          |                                            |                     | Modifica les dades a Wikidata |
|        | Cal Balcell          | Llorac   | masia        |                                          | 41° 33′ 57″ N, 1° 16′ 28″ E / 41.565882456992°N,1.27454319031835°E           |                                            |                     | Modifica les dades a Wikidata |
|        | Cal Biel             | Llorac   | masia        |                                          | 41° 33′ 41″ N, 1° 16′ 13″ E / 41.5614855935232°N,1.27024710633324°E          |                                            |                     | Modifica les dades a Wikidata |
|        | Cal Caçadora         | Llorac   | masia        |                                          | 41° 32′ 46″ N, 1° 21′ 25″ E / 41.5460335196665°N,1.35707764400722°E          |                                            |                     | Modifica les dades a Wikidata |
|        | Cal Garriga          | Llorac   | masia        |                                          | 41° 33′ 27″ N, 1° 21′ 27″ E / 41.557525350478°N,1.35763795887418°E           |                                            |                     | Modifica les dades a Wikidata |
|        | Cal Mensa            | Llorac   | masia        |                                          | 41° 32′ 31″ N, 1° 21′ 31″ E / 41.5418394852322°N,1.35856251026123°E          |                                            |                     | Modifica les dades a Wikidata |
|        | Cal Pau Brunet       | Llorac   | masia        |                                          | 41° 32′ 40″ N, 1° 21′ 31″ E / 41.5443066653656°N,1.35851208836975°E 768 msnm |                                            | Cal Pau Brunet      | Modifica les dades a Wikidata |
|        | Cal Porta            | Rauric   | masia        |                                          | 41° 32′ 35″ N, 1° 21′ 19″ E / 41.5431509091773°N,1.35516049842429°E 756 msnm |                                            | Cal Porta (Llorac)  | Modifica les dades a Wikidata |
|        | Cal Rafeles          | Llorac   | masia        |                                          | 41° 33′ 02″ N, 1° 20′ 39″ E / 41.550540737779°N,1.3442067344432°E            |                                            |                     | Modifica les dades a Wikidata |
|        | Cal Vilanova         | Llorac   | masia        |                                          | 41° 33′ 06″ N, 1° 22′ 35″ E / 41.5517941552531°N,1.3764640422109°E           |                                            |                     | Modifica les dades a Wikidata |
|        | Cal Vinyals          | Llorac   | masia        |                                          | 41° 32′ 14″ N, 1° 21′ 41″ E / 41.5372422421384°N,1.36145992020284°E          |                                            |                     | Modifica les dades a Wikidata |
|        | Cal Xoques           | Llorac   | masia        |                                          | 41° 33′ 33″ N, 1° 21′ 47″ E / 41.5593039837529°N,1.36298919888415°E          |                                            |                     | Modifica les dades a Wikidata |
|        | Can Brunet           | Rauric   | masia        | Estil: arquitectura popular 19th century | 41° 32′ 30″ N, 1° 21′ 28″ E / 41.541748°N,1.357728°E                         | bé integrant del patrimoni cultural català | Can Brunet (Llorac) | Modifica les dades a Wikidata |
|        | Maset del Mensa      | Llorac   | masia        |                                          | 41° 33′ 43″ N, 1° 20′ 42″ E / 41.5618492311914°N,1.3451165221367°E           |                                            |                     | Modifica les dades a Wikidata |
|        | Masia del Ros        | Llorac   | masia        |                                          | 41° 33′ 49″ N, 1° 18′ 46″ E / 41.5636504101783°N,1.31288262900231°E          |                                            |                     | Modifica les dades a Wikidata |
|        | Masia dels Capellans | Llorac   | masia        |                                          | 41° 33′ 31″ N, 1° 21′ 54″ E / 41.5586047093862°N,1.36511737354053°E          |                                            |                     | Modifica les dades a Wikidata |
|        | el Mas               | Llorac   | masia        |                                          | 41° 33′ 28″ N, 1° 18′ 33″ E / 41.5578938170687°N,1.30912317908653°E          |                                            |                     | Modifica les dades a Wikidata |

## molí d'aigua
| imatge | Nom              | Ubicat a | instància de | Detalls                     | coordenades                                                                                    | Protecció                                  | Commons (més fotos)   | Dades a WD                    |
| ------ | ---------------- | -------- | ------------ | --------------------------- | ---------------------------------------------------------------------------------------------- | ------------------------------------------ | --------------------- | ----------------------------- |
|        | Molí d'Albió     | Llorac   | molí d'aigua | Estil: arquitectura gòtica  | 41° 33′ 44″ N, 1° 16′ 12″ E / 41.5622°N,1.27008°E ca:Ctra L-243, prop de Vallfogona de Riucorb | bé integrant del patrimoni cultural català | Molí d'Albió (Llorac) | Modifica les dades a Wikidata |
|        | Molí del Belljoc | Llorac   | molí d'aigua | Estil: arquitectura popular |                                                                                                | bé integrant del patrimoni cultural català |                       | Modifica les dades a Wikidata |
|        | Molí del Carràs  | Llorac   | molí d'aigua | Estil: arquitectura popular | 41° 32′ 54″ N, 1° 19′ 23″ E / 41.548301°N,1.323103°E                                           | bé integrant del patrimoni cultural català |                       | Modifica les dades a Wikidata |

## Misc
| imatge | Nom                                             | Ubicat a                                                                | instància de                | Detalls                                                  | coordenades                                                                                           | Protecció                                            | Commons (més fotos)                        | Dades a WD                    |
| ------ | ----------------------------------------------- | ----------------------------------------------------------------------- | --------------------------- | -------------------------------------------------------- | --- | ---------------------------------------------------- | ------------------------------------------ | ----------------------------- |
|        | Carrer Major de Llorac                          | Llorac                                                                  | carrer                      | Estil: arquitectura popular                              | 41° 33′ 23″ N, 1° 18′ 27″ E / 41.5564°N,1.30738°E                                                     | bé integrant del patrimoni cultural català           | Carrer Major de Llorac                     | Modifica les dades a Wikidata |
|        | Casa rectoral de l'església de Sant Gil d'Albió | Llorac                                                                  | edifici                     | Estil: arquitectura popular Estat: enderrocat o destruït | | bé integrant del patrimoni cultural català           |                                            | Modifica les dades a Wikidata |
|        | Castell de Llorac                               | Llorac                                                                  | casa forta                  | Estil: arquitectura popular                              | 41° 33′ 19″ N, 1° 18′ 22″ E / 41.555326°N,1.306025°E ca:Camí de Savallà 680 msnm                      | bé d'interès cultural bé cultural d'interès nacional | Castell de Llorac                          | Modifica les dades a Wikidata |
|        | Castell de la Cirera                            | la Cirera                                                               | casa                        | Estil: arquitectura popular                              | 41° 33′ 11″ N, 1° 19′ 49″ E / 41.553°N,1.33014°E                                                      | bé d'interès cultural bé cultural d'interès nacional | Castell de Cirera                          | Modifica les dades a Wikidata |
|        | Esteles funeràries del cementiri de Rauric      | Llorac                                                                  | estela                      |                                                          | 41° 32′ 35″ N, 1° 21′ 36″ E / 41.543028°N,1.360128°E ca:Rauric, al costat de l'església               |                                                      | Esteles funeràries del cementiri de Rauric | Modifica les dades a Wikidata |
|        | Les Serres                                      | Llorac Savallà del Comtat                                               | serra                       |                                                          | 41° 32′ 59″ N, 1° 18′ 09″ E / 41.54963611°N,1.30249694°E 843.5 msnm                                   |                                                      |                                            | Modifica les dades a Wikidata |
|        | Montargull                                      | Llorac                                                                  | despoblat nucli de població |                                                          | 41° 33′ 16″ N, 1° 22′ 18″ E / 41.55458056°N,1.37157222°E                                              |                                                      | Montargull (Llorac)                        | Modifica les dades a Wikidata |
|        | Pont de Llorac                                  | Llorac                                                                  | pont                        | Estil: arquitectura popular                              | | bé integrant del patrimoni cultural català           |                                            | Modifica les dades a Wikidata |
|        | Turó del Galutxo                                | Llorac                                                                  | muntanya                    |                                                          | 41° 33′ 18″ N, 1° 22′ 51″ E / 41.555°N,1.380833°E 854 msnm                                            |                                                      | Turó del Galutxo                           | Modifica les dades a Wikidata |
|        | casa consistorial de Llorac                     | Llorac                                                                  | casa consistorial           |                                                          | 41° 33′ 24″ N, 1° 18′ 27″ E / 41.5566696°N,1.307588°E                                                 |                                                      |                                            | Modifica les dades a Wikidata |
|        | riu Corb                                        | Noguera Segrià Conca de Barberà Pla d'Urgell Urgell província de Lleida | curs d'aigua                | Desemboca: Segre Llarg: 57km                             | 41° 40′ 41″ N, 0° 42′ 45″ E / 41.678°N,0.71242°E 41° 32′ 33″ N, 1° 21′ 21″ E / 41.542506°N,1.355713°E |                                                      | Corb River                                 | Modifica les dades a Wikidata |